# Федеричи, Лучано
Лучано Федеричи (итал. Luciano Federici; 16 мая 1938, Каррара, Тоскана — 18 марта 2020, Каррара, Тоскана) — итальянский футболист, играл на позиции защитника.

## Биография
Родился 16 мая 1938 года в городе Каррара. Воспитанник футбольной школы местного клуба «Каррарезе». Профессиональную футбольную карьеру начал в 1955 году в основной команде того же клуба, в которой в течение трёх сезонов принял участие в 18 матчах чемпионата.
В 1958 году перешёл в «Козенцу», за три года помог команде повыситься в классе в Серию B.
В 1963 году вернулся к выступлениям в третьем дивизионе, где его новым клубом стала «Пиза». В 1965 году повысился во второй дивизион и с этой командой. А по результатам сезона 1967/68, в котором Федеричи провёл 24 игры в чемпионате, «Пиза» впервые в своей истории получила право выступлений в Серии A. В сезоне 1968/69 он дебютировал в высшем итальянском дивизионе, проведя в нём 15 игр, после чего в 31-летнем возрасте завершил игровую карьеру.
Умер 18 марта 2020 года на 82-м году жизни в городе Каррара от коронавирусной болезни COVID-19.